# All Is Full of Love
"All Is Full of Love" är en låt skriven och framförd av den isländska sångerskan Björk. Den utgavs som den femte och sista singeln från albumet Homogenic den 7 juni 1999. Låten nådde #23 på den brittiska singellistan. Den version av låten som används i musikvideon är i själva verket den ursprungliga, medan den något nedkortade versionen på Homogenic är en remix av Howie B.
Låten finns även med i filmen Stigmata (1999).

## Låtskrivandet
Musiken i "All Is Full of Love" innehåller ljud inspirerade av maskiner och består av orkesterlika instrument och klavikord framförda av Guy Sigsworth. Texten syftar på att kärlek finns överallt omkring en och kan bara accepteras sant och öppet om man älskar sig själv först, därav symboliken av de två Björk-robotarna som kysser varandra.

## Musikvideo
Musikvideon till låten regisserades av den engelska videoproducenten Chris Cunningham. den handlar om en robot, som så fort den är färdiggjord älskar med en annan robot. Videon har bland annat vunnit två MTV Video Music Awards för Breakthrough Video (Genombrottsvideo) och Best Special Effects (Bästa specialeffekter). I videon är det en remix av Plaid.

## Låtlista
Europeisk CD (Mother Records; 561 140-2)
1. "All Is Full of Love" (Radio Mix) – 4:50
2. "All Is Full of Love" (Radio Strings Mix) – 4:46
3. "All Is Full of Love" (Guy Sigsworth Mix) – 4:22
4. "All Is Full of Love" (Funkstörung Exclusive mix) – 4:36
5. "All Is Full of Love" (Plaid mix) – 04:15

Brittisk CD 1 (242TP7CD)
1. "All Is Full of Love" – 4:50
2. "All Is Full of Love" (Funkstörung Exclusive Mix) – 4:36
3. "All Is Full of Love" (Strings) – 4:46

Brittisk CD 2 (242TP7CDL)
1. "All Is Full of Love" (Album Version) – 4:32
2. "All Is Full of Love" (Plaid Mix) – 4:15
3. "All Is Full of Love" (Guy Sigsworth Mix) – 4:22

## Covers
Det amerikanska bandet Death Cab for Cutie spelade in en cover av "All Is Full of Love" som återfinns på deras album The Photo Album (2001).